# Tukstanu
Tukstanu (tUhkAsthánu', Tuhkasthanu; Buffalo Sod Village), jedna od četiri glavnih plemena rane Arikara konfederacije, porodica caddoan, koju su činili s plemenima Tukatuk, Awahu i Hukawirat. Uže plemenske skupine Nakanusts (Nakanústš, =Small Cherries) i Nisapst (Nišapst (broken arrow) bile su udružene s njima. Imena bilježi Gilmore (1927).
Troike (1964) ih naziva Tucastiano kao jednu od 7 nacija (1790); Tabeau (1939) spominje ovo ime u obliku Toucoustahane, kao jedno od 10 arikara-sela (1803/4 godine). Murie (1981) ovo ime bilježi kao Tuchkatstaharu (1903) i prevodi kao Village on Buffalo Grass Land. Kod Curtisa (1907-'30) su jedna od 10 bandi koju naziva Itukstánu (Turf Village), Gilmore (1927) kao Tukstánu (sod house village) i konačno Parks (1970-1990) kao tUhkAsthánˀ (Buffalo Sod Village).
Poznatija pripadnica ove skupine (računa se po majčinoj liniji; što je bila i njezina majka) bila je Ella P. Waters (1889-1984), indijanskog imena Yellow Bird Woman.